# Triángulo de cuatro
Triángulo de cuatro es una película de Argentina filmada en Eastmancolor dirigida por Fernando Ayala según el guion de María Luisa Bemberg que se estrenó el 10 de abril de 1975 y que tuvo como actores principales a Graciela Borges, Federico Luppi, Thelma Biral y Juan José Camero.

## Sinopsis
Felipe es un hombre que se debate entre dos mujeres. Las dos mujeres en la vida de Felipe, un ejecutivo en ascenso muchas veces angustiado por la obsesión que ese mismo ascenso significa, son arquetipos femeninos opuestos. Laura, esposa, madre, ama de casa perfecta, representa la mujer dependiente en lo afectivo, económico y social, lo cual hace de ella alguien que puede ser tramposo, a veces corrupto, tiránico en el fondo, que sabe emplear su infinita y elaborada seducción para lograr sus fines. Por otro lado, Sandra es la mujer independiente, una profesional competente con autonomía económica conseguida con su propio trabajo. No necesita, pues, de un hombre para vivir. Esa actitud, inusual para él, fascina a Felipe, a la vez que lo perturba. No está preparado para aceptar la pareja en el sentido real de la palabra: dos seres iguales, con roles no determinados por el sexo. Aparece también un cuarto personaje, Martín, un hombre que define la actitud de una de las mujeres. Martín integra el cuarto lado del triángulo. Por debajo de esta situación intimista, la película intenta indagar en aspectos de la pareja, tal como se la concibe en el matrimonio tradicional.

## Reparto
- Graciela Borges como Sandra
- Federico Luppi como Felipe
- Thelma Biral como Laura
- Juan José Camero como Martín
- Jorge Rivera López
- China Zorrilla
- Perla Santalla
- Jorge Martínez
- Nya Quesada
- Enrique Pinti
- Héctor Fernández Rubio
- Augusto Larreta
- Luis María Mathé
- Ante Garmaz
- Adriana Alterio
- Olga Bruno
- Maruja D'Alba
- Mirta Rojas
- Jorge Pérez Vila
- Osvaldo María Cabrera

## Comentarios
Carlos Morelli escribió:

”Lástima que muchas veces los parlamentos contradigan la verdad que el resto asegura, empleando altisonancias y figuras que hoy son patrimonio exclusivo de los teleteatros.”

El Cronista Comercial dijo:

”Pueden encontrarse los mayores méritos en el trabajo fílmico propiamente dicho y el trabajo actoral en sí.”

Agustín Mahieu en El Cronista Comercial opinó:

”Fernando Ayala condujo esta visión, quizás parcializada, pero suficientemente irónica, algo esquemática pero con suficientes apoyaturas en la realidad con una eficiencia que se revela en detalles frecuentemente descuidados en el cine argentino.”

Manrupe y Portela escriben:

”Descripción de vida burguesa con un buen libro. Un retorno de Ayala a la ironía, en un film de realización rutinaria, pero interesante en su tema”